# Edwin Myers
Edwin Earl "Ed" Myers (Hinsdale, Illinois, 18 de desembre de 1896 - Evanston, Illinois, 31 d'agost de 1978) va ser un atleta estatunidenc, especialista en salt de perxa, que va competir a començaments del segle xx.
El 1920 va prendre part en els Jocs Olímpics, d'Anvers, on disputà la prova del salt de perxa del programa d'atletisme. En ella guanyà la medalla de bronze, quedant rere Frank Foss i Henry Petersen.
Myers va ser campió de l'IC4A el 1919 i 1920 i el 1923 i 1924 de l'Amateur Athletic Union.

## Millors marques
- Salt de perxa. 4.00 metres (1924)